# Стратегія мертвої кішки
Стратегія мертвої кішки або дедкеттинг (англ. dead cat strategy, deadcatting) — політична стратегія, що полягає в навмисному створенні шокуючої заяви для відвернення уваги медіа від інших проблем.

## Історія
Фразу вперше застосував тогочасний мер Лондона Борис Джонсон в 2013 році, приписуючи фразу австралійському політтехнологу Лінтону Кросбі, своєму другові.